# لیزبت باندرس
لیزبت باندرس (انگلیسی: Lisbeth Bandrés؛ زادهٔ ۲۴ مارس ۱۹۸۸) بازیکن فوتبال اهل ونزوئلا است.
از باشگاه‌هایی که در آن بازی کرده‌است می‌توان به باشگاه فوتبال کاراکاس اشاره کرد.
وی همچنین در تیم ملی فوتبال Venezuela بازی کرده‌است.